# Іллєнко (зупинний пункт)
Іллє́нко — пасажирський залізничний зупинний пункт Лиманської дирекції Донецької залізниці.
Розташований у лісі, урочище Очеретувате, Щастинський район, Луганської області на лінії Іллєнко — Родакове між станціями Вільхова (10 км) та Чеботовка (20 км).
Є останнім на території України, наступна зупинка розташована в Росії. Через військову агресію Росії на сході України транспортне сполучення припинене.